# Schizophroida
Schizophroida is een geslacht van kreeftachtigen uit de klasse van de Malacostraca (hogere kreeftachtigen).

## Soorten
- Schizophroida hilensis (Rathbun, 1906)
- Schizophroida simodaensis Sakai, 1933